# Севастополь (Вікторія)
Севастополь (англ. Sebastopol) — південне передмістя на межі сільських і міських міст Балларат, штат Вікторія, Австралія. Це третій за чисельністю населення район міста Балларат з населенням 10 194 особи за переписом 2021 року.
Район названий на честь Севастополя в Криму, місця важливої битви під час Кримської війни.
Раніше Севастополь був окремим містом і мав статус муніципалітету з 1864 по 1994 рік, після чого Севастопольський округ був приєднаний до міста Балларат.
Сьогодні це місце численних підприємств легкої промисловості та переважно недорогих односімейних будинків, околиця Балларата, а також один із найбільш залежних від автомобілів районів у місті.

## Історія
Першими мешканцями цієї території було корінне австралійське плем'я ватхауронг.
Першим поселенцем був Генрі Андерсон, який мав власність у Вінтерс-Крік. У 1838 році Джок Вінтер назвав цей район «Боншов». У 1855 році він був перейменований на Севастополь, на честь міста у Криму.
Походження Севастополя було окремим робітничим містом, яке обслуговувало багаті золотодобувні поля на південь від Балларата.

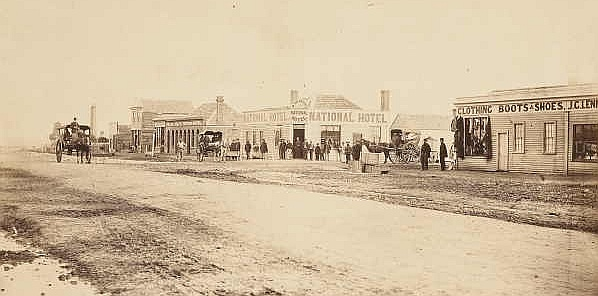
Вулиця Альберта Севастополь 1866 рік

Поштове відділення було відкрито 5 жовтня 1857 р.
Севастопольська ратуша була відкрита 19 березня 1869 року.
14 серпня 1913 року було відкрито трамвайну лінію до Балларата, що призвело до того, що до середини 20-го століття він став частиною міського району Балларата.

## Освіта
Севастополь обслуговується спільною початковою та середньою школою, коледжем «Фенікс», кількома дитячими садками, поштовим відділенням та бібліотекою, а також кількома невеликими торговими центрами, в тому числі трьома супермаркетами.

## Транспорт
Автобуси працюють у Севастополі з 21 вересня 1971 року, коли вони замінили трамвайне сполучення. Зараз «Балларат Транзит» забезпечує регулярне автобусне сполучення між Балларатським біосферним заповідником і Севастополем.

## Спільнота
У Севастополі знаходиться Комплексний оздоровчий центр, більш відомий як «Комплекс». Будівля була побудована в 1961 році і має багату історію, але лише нещодавно перетворилася на другий дім для проблемної молоді Балларата.

## Спорт
У Севастополі є австралійська футбольна команда, яка змагається у Балларатській футбольній лізі. Севастопольські вікінги грають у футбольну асоціацію / футбол у Балларатській та окружній футбольній асоціації .